# Gœtzenbruck
Goetzenbruck (Duits:Götzenbrück) is een gemeente in het Franse departement Moselle (regio Grand Est). De plaats maakt deel uit van het arrondissement Sarreguemines. Gœtzenbruck telde op 1 januari 2022 1.464 inwoners.

## Geografie
De oppervlakte van Goetzenbruck bedroeg op 1 januari 2022 8,12 vierkante kilometer; de bevolkingsdichtheid was toen 180,3 inwoners per km².

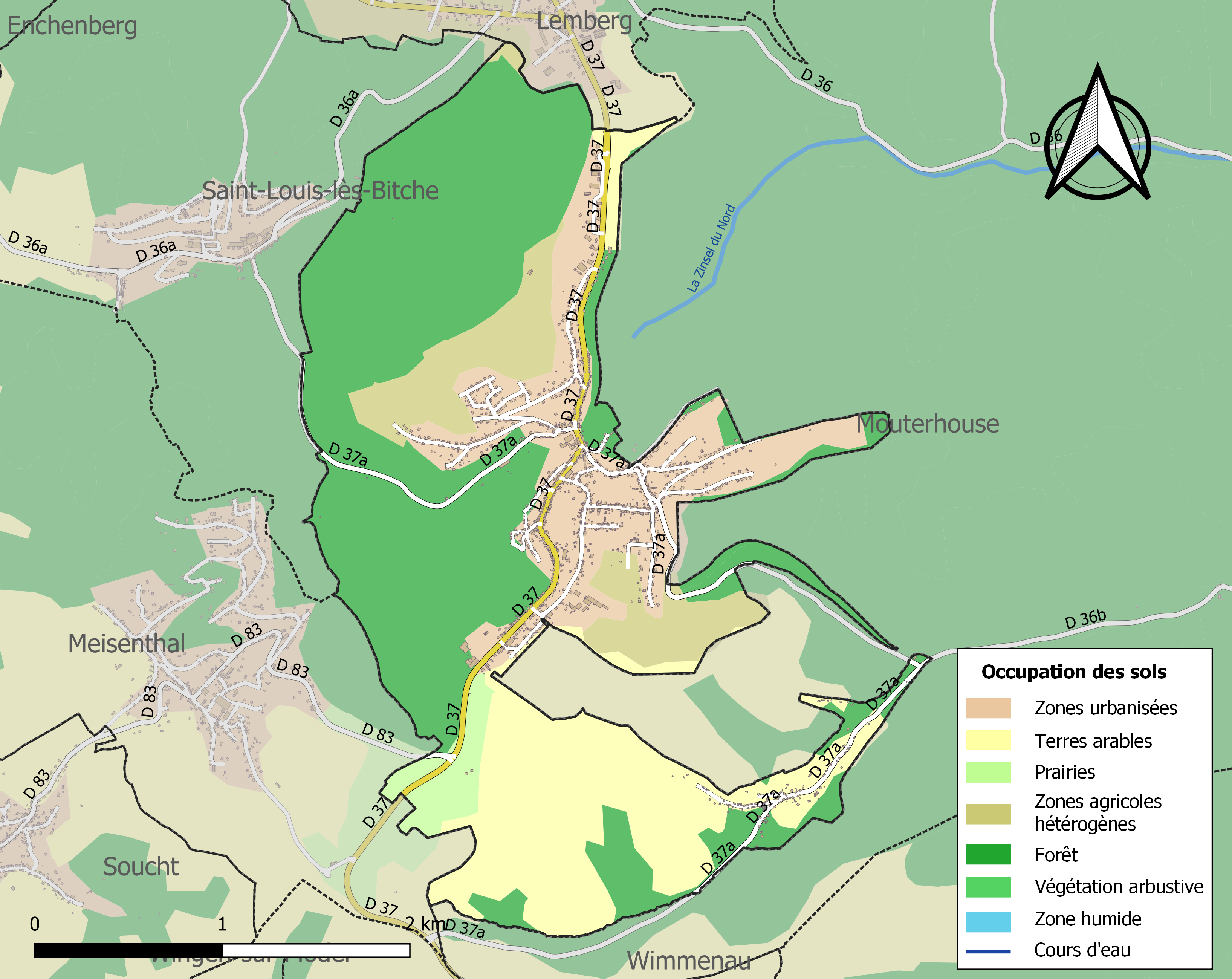
Kaart van de gemeente met de belangrijkste infrastructuur, bodemgebruik en omliggende gemeenten

## Demografie
Onderstaande figuur toont het verloop van het inwonertal (bron: INSEE-tellingen).